# Стревелсгук
Стревелсгук (нід. Strevelshoek) — селище в нідерландській провінції Південна Голландія. Входить до муніципалітету Ріддеркерк.
У 1817—1846 роках мало статус окремого муніципалітету.